# Кристобал Баленсијага
Кристобал Баленсијага Еизагире (шп. Cristóbal Balenciaga Eizaguirre; 21. јануар 1895 — 23. март 1972) био је шпански, баскијски модни дизајнер и оснивач модне куће Баленсијага. Три деценије је радио у Паризу где је проглашен „Краљем моде”. На дан његове смрти, 1972. године, часопис Women's Wear Daily објавио је чланак под називом „Краљ је мртав”. Године 2011. отворен је Музеј Кристобала Баленсијаге у Гетарији, његовом родном граду. Више од 1.200 комада одеће из колекције која је изложена, доставили су његов ученик Ибер де Живанши и клијенти попут Грејс Кели.

## Живот и каријера
Баленсијага је рођен у Гетарији, рибарском граду у баскијској провинцији Гипускоа, 21. јануара 1895. Отац му је био рибар, а мајка кројачица. Без оца је остао још као дечак. Баленсијага је често проводио време са мајком док је она радила.
Са дванаест година почео је да ради као приправник кројача. Када је био тинејџер, маркиза, најзнаменитија жена племића у његовом граду, постала му је муштерија и заштитница. Омогућила му је одлазак у Мадрид, где је стекао и формално знање у области кројења. Кристобал је био веома успешан током своје ране каријере у Шпанији. Године 1919. отворио је бутик у Сан Себастијану, да би касније отворио и две пословнице у Мадриду и Барселони. Његове дизајне су носили аристократија и чланови шпанске краљевске породице.
Шпански грађански рат га је приморао да затвори своје бутике, након чега се преселио у Париз где је у августу 1937. године отворио своју „париску кућу моде”.
Међутим, његови оригинални дизајни су тек након рата добили пуну пажњу. Године 1951. тотално је трансформисао силуету човека, раширивши рамена и уклонивши струк. Хаљину-тунику је дизајнирао 1955. године, а 1957. године од ове идеје је настала и хаљина-кошуља. Његов успех и рад су кулминирали 1959. године са појавом Empire линије коју су чиниле хаљине и капути високог струка.
Године 1960. дизајнирао је венчаницу за краљицу Фабиолу де Мора и Арагон која се удала за белгијског краља Боудена I. Краљица је касније поклонила своју венчаницу Фондацији Кристобала Баленсијаге. Многе дизајне је направио за аристократу Алину Грифит, дипломату Маргариту Галарага и дизајнерку Меје Мајер, које је сматрао својим музама.

## Приватни живот
Баленсијага је био геј, иако је своју сексуалност држао у тајности током целог живота. Велику помоћ у каријери пружио му је његов дугогодишњи партнер, француско-руски дизајнер шешира, Атенвил. Након његове смрти 1948. године, Баленсијага је био толико сломљен да је желео да затвори посао.